# Pancalia
Pancalia ist eine Gattung der Schmetterlinge aus der Familie der Prachtfalter (Cosmopterigidae).

## Merkmale
Die Pancalia-Arten haben einen glatt beschuppten und gerundeten Kopf. Die Fühler sind abgeflacht und erreichen 3/4 bis 4/5 der Vorderflügellänge. Sie sind bei den Männchen einfarbig. Bei den Weibchen sind sie in der Mitte häufig durch grobe schwarze Schuppen verdickt und haben einen weißen apikalen Abschnitt. Die Labialpalpen sind seitlich abgeflacht und gestreckt, das dritte Segment ist nach oben gewinkelt und reicht über den Kopf hinaus. Die Vorderflügel sind lanzettlich und haben eine orangebraune Grundfärbung mit einer silber- oder fahl goldglänzenden Zeichnung. Die inneren Zeichnungselemente bilden normalerweise eine schräg nach außen verlaufende Binde. Die Hinterflügel sind deutlich schmaler als die Vorderflügel.
Die Genitalarmatur der Männchen ist leicht asymmetrisch. Die Brachia sind lang und kräftig und haben ungefähr die gleiche Länge und Form. Das Tegumen ist breit und deutlich sklerotisiert. Die Valven sind ziemlich breit und häufig im ersten Drittel schlanker. Die linke Valve ist meist etwas größer als die rechte. Die Valvellae sind asymmetrisch, die linke Valvella ist immer größer als die rechte. Der Aedeagus ist gekrümmt und läuft spitz zu.
Bei den Weibchen sind die Apophyses posteriores anderthalb mal so lang wie die Apophyses anteriores. Das Sterigma ist mehr oder weniger eben und hat verschiedene Formen. Der Ductus bursae ist lang und schlank und weitet sich in Richtung des Corpus bursae. Das Corpus bursae ist oval oder eiförmig und hat paarige Signa in Form von zwei gekörnten Grübchen.

## Verbreitung
Die Vertreter der Gattung sind in der Paläarktis beheimatet. Die Mehrzahl der Arten kommt in Ostasien vor, eine Art ist aus der Orientalis bekannt.

## Biologie
Die Raupen entwickeln sich an Veilchengewächsen und leben in seidigen Fraßgängen. Sie fressen auf den Blättern, die ersten Stadien sind Minierer und leben im Stängel und im Wurzelstock.

## Systematik
Weltweit zählen gegenwärtig 13 Arten zur Gattung Pancalia. In Europa ist die Gattung mit vier Arten vertreten.
- Pancalia aureatus Yang, 1977 (Nordchina)
- Pancalia baldizzonella Riedl, 1994 (Europa, Italien)
- Pancalia gaedikei Sinev, 1985 (Russland, Chabarowsk)
- Pancalia hexachrysa Meyrick, (Japan, Kyushu)
- Pancalia isshikii Matsamura, 1931 (Japan, Hokkaidō, Honshū)
- Pancalia leuwenhoekella (Linnaeus, 1761) (Europa, Schweden)
- Pancalia nodosella (Bruand, 1851) (Europa, Frankreich)
- Pancalia pyrophracta (Meyrick, 1924) (Indien, Assam)
- Pancalia schwarzella (Fabricius, 1798) (Europa, Deutschland)
- Pancalia sichotella Christoph, 1882 (Russland, Region Primorje)
- Pancalia sinense Gaedike, 1967 (China, Peking)
- Pancalia swetlanae Sinev, 1985 (Russland, Region Primorje)
- Pancalia wuyiensis Zhang & Li, 2009 (China)